# أرمين أكوبيان
أرمين أكوبيان (بالأوكرانية: Акопян Армен Антонович)‏ هو لاعب كرة قدم أوكراني في مركز الوسط، ولد في 15 يناير 1980 في زاباروجيا في أوكرانيا. لعب مع ميتالوره زابورجيا.

## وصلات خارجية
- أرمين أكوبيان على موقع اتحاد أوكرانيا (الإنجليزية)
- أرمين أكوبيان على موقع قاعدة بيانات كرة القدم.إي يو (الإنجليزية)
- أرمين أكوبيان على موقع Soccerway.com (الإنجليزية)